# La Guaira (paroisse civile)
Pour les articles homonymes, voir Guaira.
La Guaira est l'une des onze paroisses civiles de la municipalité de Vargas dans l'État de La Guaira au Venezuela. Sa capitale est La Guaira, capitale de l'État et chef-lieu de la municipalité, dont elle accueille le siège.

## Géographie

### Démographie
Hormis sa capitale La Guaira, la paroisse civile l'autre localité importante et voisine de Punta de Mulatos.